# 307 Nike
307 Nike је астероид главног астероидног појаса. Приближан пречник астероида је 54,96 km,
а средња удаљеност астероида од Сунца износи 2,909 астрономских јединица (АЈ).
Инклинација (нагиб) орбите у односу на раван еклиптике је 6,127 степени, а орбитални период износи 1812,588 дана (4,962 године). Ексцентрицитет орбите астероида износи 0,140.
Апсолутна магнитуда астероида износи 10,12 а геометријски албедо 0,052.
Астероид је откривен 5. марта 1891. године.